# Леоненков, Владимир Матвеевич
Владимир Матвеевич Леоненков (3 ноября 1921 – 18 ноября 1979, Ленинград, РСФСР, СССР) — советский военно-морской, государственный и политический деятель, адмирал.

## Биография
Родился в 1921 году в деревне Щербово.. 
В Военно-морском флоте с августа 1940 года. В 1944 году окончил Тихоокеанское высшее военно-морское училище[страница?]. Член КПСС с 1944 года.

### Тихоокеанский флот. Война с Японией
Участник советско-японской войны, лейтенант, командир минно-торпедной боевой части (БЧ-3) СКР «Зарница» Северной Тихоокеанской флотилии. Участник морских десантов в порты Торо и Маока. В ходе десанта в порт Маока командовал высаженным с «Зарницы» на берег корректировочным постом[страница?]. За эти бои награждён медалью «За отвагу».
В 1945—1951 годах — на Тихоокеанском флоте, командир БЧ-3 эсминца «Рьяный», лидера эсминцев «Тбилиси» Отряда легких Сил, помощник командира эсминца «Ветреный» Эскадры кораблей 5-го ВМФ.

### Черноморский флот
В июне 1952 года окончил Высшие специальные офицерские классы ВМФ[страница?].
Старший помощник командира, командир эсминца «Беспощадный» 188-й бригады эсминцев Эскадры ЧФ. 
В июне 1960 окончил Военно-морскую академию, назначен старшим офицером 2-го отдела Управления боевой подготовки Черноморского флота[страница?]. 
С 27 сентября 1961 года по август 1966 года командир крейсера «Михаил Кутузов» (с 4 марта 1961 года крейсер в составе 150-й бригады эсминцев ЧФ). 
С августа 1966 года командир 21-й Бригады противолодочных кораблей.
С августа 1968 командир 8-й Эскадры кораблей специального назначения Черноморского флота. В сентябре 1968 года руководил работами судов ВМФ СССР по успешному поиску и спасению беспилотного космического корабля «Зонд-5», приводнившегося в Индийском океане. 
С 1970 года командир 5-й Средиземноморской эскадры кораблей ВМФ[страница?], командовал эскадрой в ходе командно-штабных учений «Юг-71»[страница?]. 
Делегат (с правом решающего голоса) XXIV съезда КПСС. 
С декабря 1971 года командир Ленинградской ВМБ — комендант Кронштадтской военно-морской крепости[страница?]. 
15 июля 1975 года был избран депутатом Верховного Совета РСФСР 9-го созыва от Сестрорецкого района г. Ленинграда.
Умер в Ленинграде в 1979 году. Похоронен на Богословском кладбище.

## Воинские звания
- Контр-адмирал (1968)
- Вице-адмирал (1971)
- Адмирал (1976)

## Награды
- Орден Красного Знамени (1972)
- 2 ордена Красной Звезды (05.11.1954, 1967)
- Орден "За службу Родине в Вооруженных Силах СССР" III степени (1975)
- Медаль «За отвагу» (31.12.1945)
- Медаль «За боевые заслуги» (1950)

- Медаль "За победу над Японией" (1945)
- Юбилейная медаль "За воинскую доблесть. В ознаменование 100-летия со дня рождения Владимира Ильича Ленина" (1969)

- Юбилейная медаль "30 лет Советской Армии и Флота" (1948)
- Юбилейная медаль "40 лет Вооруженных Сил СССР" (1957)
- Юбилейная медаль "50 лет Вооруженных Сил СССР" (1967)
- Юбилейная медаль "60 лет Вооруженных Сил СССР" (1978)
- Юбилейная медаль "Двадцать лет Победы в Великой отечественной войне 1941-1945 гг." (1965)
- Юбилейная медаль "Тридцать лет Победы в Великой Отечественной войне 1941-1945 гг." (1975)
- Ведомственная медаль "За безупречную службу" I степени (1961)